# Пабло Андухар
Пабло Андухар Алба (шп. Pablo Andújar Alba; 23. јануар 1986, Куенка, Шпанија) је шпански тенисер. Најбољи пласман на АТП листи у појединачној конкуренцији остварио је 13. јула 2015. када је заузимао 32. место.
Има освојене четири титуле у синглу, од којих су три са АТП турнира у Мароку. Укупно је играо у девет финала (сва су била на шљаци). Последњу титулу освојио је 2018. у Маракешу као 355. тенисер света, чиме је постао други најниже рангирани победник неког АТП турнира. Лошији ренкинг од њега имао је само Лејтон Хјуит (550) када је 1998. освојио турнир у Аделејду.
Године 2021. у другом колу турнира у Женеви савладао је Роџера Федерера, тада осмог на АТП листи. На Ролан Гаросу исте године победио је четвртог тенисера света, Доминика Тима, иако је губио 2:0 у сетовима.
Од марта 2016. до априла 2017. три пута је оперисао лакат.
Након освајања титуле на јуниорском Ролан Гаросу 2004. у пару са сународником Гранољерсом, на јуниорској ранг листи је напредовао до петог места.

## АТП финала

### Појединачно: 9 (4:5)
| Легенда                        |
| ------------------------------ |
| Гренд слем турнири (0:0)       |
| Завршно првенство сезоне (0:0) |
| АТП мастерс 1000 (0:0)         |
| АТП 500 (0:1)                  |
| АТП 250 (4:4)                  |

| Финала по подлози |
| ----------------- |
| Тврда (0:0)       |
| Шљака (4:5)       |
| Трава (0:0)       |

| Финала по локацији |
| ------------------ |
| Отворено (4:5)     |
| Дворана (0:0)      |

| Исход     | Бр. | Датум               | Турнир                 | Подлога | Противник            | Резултат      |
| --------- | --- | ------------------- | ---------------------- | ------- | -------------------- | ------------- |
| Финалиста | 1.  | 26. септембар 2010. | Букурешт, Румунија     | Шљака   | Хуан Игнасио Чела    | 5:7, 1:6      |
| Победник  | 1.  | 10. април 2011.     | Казабланка, Мароко     | Шљака   | Потито Стараче       | 6:1, 6:2      |
| Финалиста | 2.  | 17. јул 2011.       | Штутгарт, Немачка      | Шљака   | Хуан Карлос Фереро   | 4:6, 0:6      |
| Финалиста | 3.  | 25. септембар 2011. | Букурешт, Румунија (2) | Шљака   | Флоријан Мајер       | 3:6, 1:6      |
| Победник  | 2.  | 15. април 2012.     | Казабланка, Мароко (2) | Шљака   | Алберт Рамос-Вињолас | 6:1, 7:6(7:5) |
| Победник  | 3.  | 27. јул 2014.       | Гштад, Швајцарска      | Шљака   | Хуан Монако          | 6:3, 7:5      |
| Финалиста | 4.  | 26. април 2015.     | Барселона, Шпанија     | Шљака   | Кеј Нишикори         | 4:6, 4:6      |
| Победник  | 4.  | 15. април 2018.     | Маракеш, Мароко (3)    | Шљака   | Кајл Едмунд          | 6:2, 6:2      |
| Финалиста | 5.  | 14. април 2019.     | Маракеш, Мароко (2)    | Шљака   | Беноа Пер            | 2:6, 3:6      |

## АТП финала

### Парови: 7 (0:7)
| Легенда                        |
| ------------------------------ |
| Гренд слем турнири (0:0)       |
| Завршно првенство сезоне (0:0) |
| АТП мастерс 1000 (0:0)         |
| АТП 500 (0:1)                  |
| АТП 250 (0:6)                  |

| Финала по подлози |
| ----------------- |
| Тврда (0:1)       |
| Шљака (0:6)       |
| Трава (0:0)       |

| Финала по локацији |
| ------------------ |
| Отворено (0:7)     |
| Дворана (0:0)      |

| Исход     | Бр. | Датум             | Турнир                  | Подлога | Партнер           | Противници                      | Резултат          |
| --------- | --- | ----------------- | ----------------------- | ------- | ----------------- | ------------------------------- | ----------------- |
| Финалиста | 1.  | 12. фебруар 2011. | Коста до Саипе, Бразил  | Шљака   | Данијел Х. Травер | Марсело Мело Бруно Соарес       | 6:7(4:7), 3:6     |
| Финалиста | 2.  | 6. фебруар 2012.  | Виња дел Мар, Чиле      | Шљака   | Карлос Берлок     | Фредерико Жил Данијел Х. Травер | 6:1, 5:7, [10:12] |
| Финалиста | 3.  | 25. август 2012.  | Винстон-Сејлем, САД     | Тврда   | Леонардо Мајер    | Сантијаго Гонзалез Скот Липски  | 3:6, 6:4, [2:10]  |
| Финалиста | 4.  | 28. јул 2013.     | Гштад, Швајцарска       | Шљака   | Гиљермо Г. Лопез  | Џејми Мари Џон Пирс             | 3:6, 4:6          |
| Финалиста | 5.  | 22. фебруар 2015. | Рио, Бразил             | Шљака   | Оливер Марах      | Мартин Клижан Филип Освалд      | 6:7(3:7), 4:6     |
| Финалиста | 6.  | 1. март 2015.     | Буенос Ајрес, Аргентина | Шљака   | Оливер Марах      | Јарко Нијеминен Андре Са        | 6:4, 4:6, [7:10]  |
| Финалиста | 7.  | 21. мај 2022.     | Женева, Швајцарска      | Шљака   | Матве Миделкоп    | Никола Мектић Мате Павић        | 6:2, 2:6, [3:10]  |